# رباط کلمبه
رباط کلمبه مربوط به دوره قاجار است و در شهرستان مشهد، بخش احمدآباد، روستای بازه حوض واقع شده و این اثر در تاریخ ۲۴ فروردین ۱۳۸۲ با شمارهٔ ثبت ۸۲۵۳ به‌عنوان یکی از آثار ملی ایران به ثبت رسیده است.